# Пардо, Урко
Урко Пардо (исп. и фр. Urko Pardo, греч. Ούρκο Πάρντο; 28 января 1983, Брюссель, Бельгия) — натурализованный кипрский футболист, вратарь. Бывший игрок сборной Кипра.

## Биография
Родился 28 января 1983 года в Брюсселе, в семье выходцев из Испании: отца баска и матери из Галисии.

### Клубная карьера
Начал заниматься футболом в школе «Андерлехта». В 1999 году перешёл в молодёжную команду «Барселоны». Профессиональную карьеру начал в «Барселоне Б», за которую выступал в третьей лиге Испании. В начале сезона 2005/2006 был отдан в аренду в другой клуб лиги «Картахена», однако не провёл за команду ни одного матча. Вторую часть сезона также провёл в аренде в команде клуба третьей лиги «Сабадель», за которую сыграл 16 матчей. По итогам сезона «Картахена» стала победителем своей зоны, а «Сабадель» вылетел из лиги. В сезоне 2006/2007 вернулся в «Барселону Б», за которую сыграл ещё 6 матчей. Летом 2007 года окончательно покинул «Барселону» и подписал контракт с клубом чемпионат Греции «Ираклис». Отыграв за команду один сезон, перешёл в румынский «Рапид». Летом 2009 года ушёл в двухлетнюю аренду в «Олимпиакос» (Пирей). В первом сезоне после возвращения в Грецию сыграл за команду лишь в двух матчах чемпионата, однако в сезоне 2010/2011 стал основным вратарём команды и помог «Олимпиакосу» стать чемпионом Греции. После окончания аренды покинул «Рапид» и подписал контракт с кипрским АПОЭЛом. В сезоне 2011/2012 принимал с клубом участие в Лиге Чемпионов, где АПОЭЛ сенсационно занял первое место в группе, однако в первых матчах плей-офф против французского «Лиона» Пардо не играл, оставшись на скамейке запасных. По итогам двух матчей АПОЭЛ оказался сильнее «Лиона», одержав победу в серии пенальти, и впервые в истории кипрского футбола вышел в 1/4 финала, где сыграл против мадридского «Реала». Пардо принял участие в ответной встрече с «Реалом», в которой АПОЭЛ проиграл 2:5 (общий счёт — 2:8). Всего же в клубе провёл около 6 лет и за это время 5 раз становился чемпионом Кипра, однако в последнем сезоне потерял место в основе и сыграл лишь в двух матчах чемпионата. В сентябре 2017 года перешёл в клуб «Алки Ороклини».

### Карьера в сборной
Пардо имел право выступать за сборные Бельгии и Испании, однако не сыграл за эти команды ни одного матча ни на молодёжном, ни на взрослом уровне.
В 2017 году игрок получил гражданство Республики Кипр и в ноябре того же года был вызван в сборную этой страны. 13 ноября 2017 года дебютировал за сборную Кипра в товарищеском матче против сборной Армении.

#### Статистика
| Матчи Урко Пардо за сборную Кипра | Матчи Урко Пардо за сборную Кипра | Матчи Урко Пардо за сборную Кипра | Матчи Урко Пардо за сборную Кипра | Матчи Урко Пардо за сборную Кипра | Матчи Урко Пардо за сборную Кипра | Матчи Урко Пардо за сборную Кипра |
| №                                 | Дата                              | Оппонент                          | Счёт                              | Голы                              | Минуты                            | Турнир                            |
| --------------------------------- | --------------------------------- | --------------------------------- | --------------------------------- | --------------------------------- | --------------------------------- | --------------------------------- |
| 1                                 | 13 ноября 2017                    | Греция                            | 3:2                               | —                                 | 90                                | Товарищеский матч                 |
| 2                                 | 23 марта 2018                     | Черногория                        | 0:0                               | —                                 | 90                                | Товарищеский матч                 |
| 3                                 | 20 мая 2018                       | Иордания                          | 3:0                               | —                                 | 90                                | Товарищеский матч                 |

Итого: 3 матча; 0 побед, 1 ничья, 2 поражения.

## Достижения
«Олимпиакос» Пирей
- Чемпион Греции (1): 2010/2011

АПОЭЛ
- Чемпион Кипра (5): 2012/2013, 2013/2014, 2014/2015, 2015/2016, 2016/2017
- Обладатель Кубка Кипра (2): 2013/2014, 2014/2015
- Обладатель Суперкубка Кипра (1): 2013
- участник 1/4 финала Лиги Чемпионов УЕФА: 2011/2012 (наивысшее достижение для кипрского клубного футбола)